# 打柴舞
竹竿舞又称打柴舞、跳柴舞，流傳在海南島等地，是黎族的舞蹈。两人通常蹲在地上，手握两条长竹竿开合（称为持竿者），另一个站在两条竹竿中抬脚落脚，以免脚被竹竿夹到，同时有节奏地做出动作。持竿者也可以站着，那么舞者就要下蹲，以免脖子或上身被竿子夹到。

## 起源
据说竹竿舞是由黎族一种古老的祭祀方式“跳柴”发展而来。早在宋代，大文学家苏轼在结束流放生活离开海南时，得到黎族父老乡亲的“黎歌变舞祝公归”的欢送，曾写下《将至广州用过韵寄迈迨二子》，其中有“蛮舞与黎歌，余音犹沓沓”。

## 用途
竹竿舞是具有海南民族文化的体育健身活动，也是海南最富有特色的舞蹈表演，被外国游客誉为“世界罕见的健美操”。